# Santiago Pallares
Santiago Pallares, vollständiger Name Santiago Pallares Palomeque, (* 4. April 1994) ist ein uruguayischer Fußballspieler.

## Karriere

### Verein
Der 1,84 Meter große Offensivakteur Pallares steht mindestens seit der Apertura 2013 im Kader des seinerzeitigen uruguayischen Erstligaaufsteigers Miramar Misiones. In der Spielzeit 2013/14 wurde er dort achtmal in der Primera División eingesetzt. Ein Tor erzielte er nicht. Am Saisonende belegte er mit seinem Team in der Jahresgesamttabelle den 16. Platz. Dies bedeutete den Abstieg in die Segunda División. Dort bestritt er in der Apertura 2014 acht Zweitligaspiele (kein Tor). Vermutlich verließ er anschließend Miramar, da eine – allerdings undatierte – Station beim Old Christians Club in der Liga Universitaria de Deportes für ihn geführt wird. 2017 schloss er sich dem australischen Verein Hawkesbury City FC für zunächst eine Saison an. Nachdem Pallares bei seinen Debüt am 18. März 2017 sein Einstandstor erzielen konnte, traf er weitere sechsmal in den nachfolgenden drei Spielen.

### Nationalmannschaft
Pallares war Mitglied der von Fabián Coito trainierten uruguayischen U-15-Auswahl, die bei der U-15-Südamerikameisterschaft 2009 in Bolivien teilnahm und den vierten Platz belegte.